# 밸런티나 퀸
밸런티나 퀸(영어: Valentina Quinn, 1952년 12월 26일 ~ )는 미국의 배우이다. 배우인 앤서니 퀸의 셋째 딸이기도 하다.